# The Pirates of Penzance

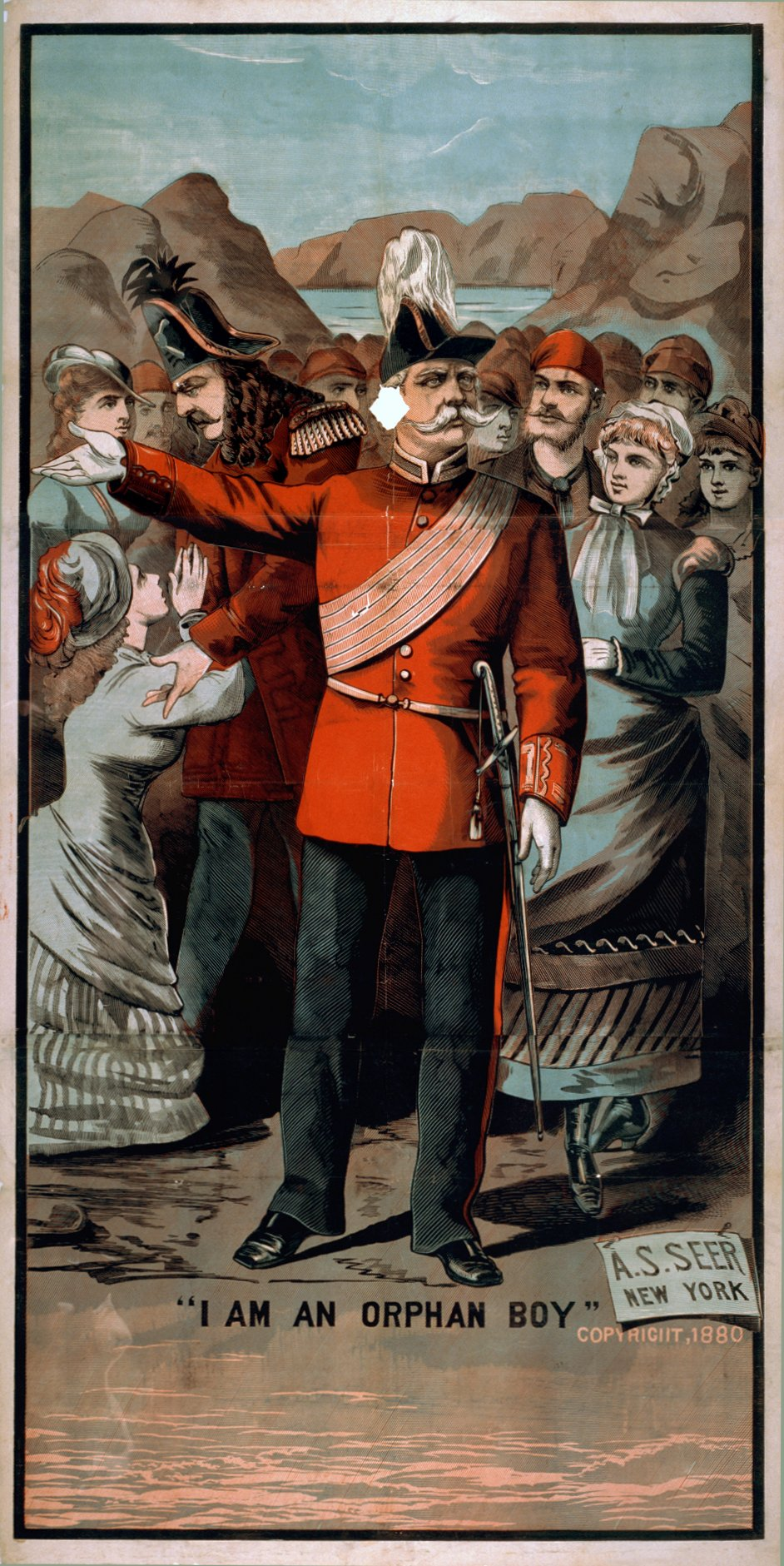
Un poster del 1880

The Pirates of Penzance o The Slave of Duty, è un'opera comica in due atti, con musiche di Arthur Sullivan e libretto di W. S. Gilbert. Essa è una delle quattordici Savoy Opera. 

## Storia
La prima rappresentazione ufficiale dello spettacolo avvenne al Fifth Avenue Theatre a New York il 31 dicembre 1879, con un successo di critica e di pubblico. La prima a Londra avvenne il 3 aprile 1880, al teatro Opera Comique, dove andò avanti per 363 rappresentazioni, essendo già stata rappresentata con successo a New York per oltre tre mesi.
Pirates è ancora oggi popolare, assieme a The Mikado e H.M.S. Pinafore che sono fra i lavori di Gilbert e Sullivan quelli più rappresentati. La ripresa fatta a Broadway nel 1981 ha rinverdito la sua popolarità.

## Trama
Atto I
Sulla costa della Cornovaglia, durante il regno della regina Vittoria, Frederic festeggia il suo ventunesimo compleanno e la fine del suo apprendistato presso una banda di pirati gentiluomini (Pour, oh pour the pirate sherry). La cameriera tuttofare dei pirati, Ruth, rivela che molto tempo fa, come bambinaia di Frederic, ha commesso un errore "perché era dura d'udito": ascoltando male le istruzioni del padre di Frederic, lo ha fatto educare da un pirata, anziché da un pilota di un'altra nave (When Frederic was a little lad).
Frederic non ha mai visto nessun'altra donna oltre a Ruth e la crede bella. I pirati più svegli suggeriscono a Frederic di portare Ruth con sé quando tornerà nella civiltà. Frederic annuncia a malincuore che il suo senso del dovere è così forte che, una volta terminato il suo apprendistato, sarà costretto a dedicarsi allo sterminio dei pirati. Sottolinea inoltre che non sono pirati di successo: poiché sono tutti orfani, lasciano libere le loro prede se anche loro sono orfani. Poiché la notizia si è sparsa, le compagnie delle navi catturate affermano regolarmente di essere orfane. Frederic invita i pirati a rinunciare alla pirateria e ad andare con lui, in modo da non doverli distruggere, ma il Re dei Pirati dice che, in contrasto con la rispettabilità, la pirateria è relativamente onesta (Oh! better far to live and die). I pirati se ne vanno, lasciando Frederic e Ruth. Frederic vede un gruppo di bellissime ragazze avvicinarsi alla tana dei pirati e si rende conto di essersi ingannato riguardo all'aspetto di Ruth (Oh false one! You have deceived me!). Mandando via Ruth, Frederic si nasconde prima che arrivino le ragazze.
Le ragazze irrompono con esuberanza nel luogo appartato (Climbing over rocky mountain). Frederic si rivela (Stop, ladies, pray!), sorprendendole e le supplica affinché lo aiutino a correggersi (Oh! is there not one maiden breast?). Le ragazze ne sono affascinate, ma tutte lo respingono, tranne una: Mabel risponde alla sua richiesta, rimproverando le sorelle per la loro mancanza di carità (Oh sisters deaf to pity's name for shame!). Offre a Frederic la sua pietà (Poor wand'ring one), e presto i due si innamorano. Le altre ragazze discutono se origliare o lasciare in pace la nuova coppia (What ought we to do?), decidendo di "parlare del tempo", anche se furtivamente osservano l'affettuosa coppia (How beautifully blue the sky).
Frederic avverte le ragazze che i suoi vecchi compagni torneranno presto (Stay, we must not lose our senses), ma prima che possano fuggire, arrivano i pirati e le catturano con l'intenzione di sposarle (Here's a first rate opportunity). Mabel avverte i pirati che il padre delle ragazze è un maggiore generale (Hold, monsters!), che presto arriva e si presenta (I am the very model of a modern Major-General). Fa appello ai pirati affinché non prendano le sue figlie, lasciandolo solo ad affrontare la vecchiaia. Avendo sentito parlare dei famosi Pirati di Penzance, finge di essere un orfano per suscitare la loro simpatia (Oh, men of dark and dismal fate). I pirati dal cuore tenero liberano le ragazze (Hail, Poetry!), rendendo il Maggiore Generale Stanley e le sue figlie membri onorari della loro banda (Pray observe the magnanimity).

Atto II
Il Maggiore Generale siede in una cappella in rovina nella sua tenuta, circondato dalle figlie. Tormentato dalla bugia che ha detto ai pirati, viene consolato dalle ragazze (Oh dry the glist'ning tear). Il sergente di polizia arriva con la sua squadra per arrestare i pirati (When the foeman bares his steel). Le ragazze esprimono ad alta voce la loro ammirazione per la polizia che deve affrontare un probabile massacro da parte di nemici feroci e spietati. La polizia ne è innervosita e se ne va con riluttanza.
Rimasto solo, Frederic, che dovrà guidare la polizia, riflette sulla sua opportunità di espiare una vita di pirateria (Now for the pirates' lair), a quel punto incontra Ruth e il Re dei pirati. Si sono resi conto che l'apprendistato di Frederic è stato formulato in modo da legarlo a loro fino al suo ventunesimo compleanno – e, poiché quel compleanno cade il 29 febbraio (in un anno bisestile), tecnicamente sono passati solo cinque compleanni (When you had left our pirate fold), e che il suo ventunesimo compleanno non scadrà finché non avrà ottant'anni. Frederic è convinto di questa logica e accetta di unirsi ai pirati. Quindi considera suo dovere informare il re dei pirati dell'inganno del maggiore generale. Il fuorilegge indignato dichiara che "la vendetta dei pirati sarà rapida e terribile" (Away, away, my heart's on fire).
Frederic incontra Mabel (All is prepared), e lei lo implora di restare (Stay Frederic, stay), ma lui si sente vincolato dal suo dovere verso i pirati fino al suo ventunesimo compleanno, nel 1940. Si promettono fedeltà reciproca fino ad allora, anche se a Mabel "Sembra così lungo" (Oh, here is love, and here is truth); Frederic parte. Mabel si fa forza (No, I'll be brave) e dice alla polizia che devono andare da soli ad affrontare i pirati. La polizia riflette sul fatto che un fuorilegge potrebbe essere come qualsiasi altro uomo, ed è un peccato privarlo di "quella libertà che è così cara a tutti" (When a felon's not engaged in his employment). La polizia si nasconde all'avvicinarsi dei pirati (A rollicking band of pirates we), che hanno fatto irruzione nella tenuta con l'intenzione di vendicarsi della menzogna del Maggiore Generale (With cat-like tread).
Proprio in quel momento appare il maggiore generale Stanley, insonne dal senso di colpa, e anche i pirati si nascondono (Hush, hush! not a word), mentre il maggiore generale ascolta la brezza rilassante (Sighing softly to the river). Le ragazze vengono a cercarlo. I pirati saltano fuori per catturarli e il Re dei Pirati esorta il Maggiore Generale catturato a prepararsi alla morte. La polizia corre in loro difesa ma viene facilmente sconfitta. Al sergente resta uno stratagemma: esige che i pirati si arrendano "in nome della regina Vittoria"; i pirati, sopraffatti dalla lealtà verso la loro regina, lo fanno. Ruth appare e rivela che i pirati sono "tutti nobili che hanno sbagliato". Il Maggiore Generale ne è impressionato e tutto è perdonato. Frederic e Mabel si sono riuniti e, dopotutto, il Maggiore Generale è felice di sposare le sue figlie con i nobili ex pirati (Poor Wand'ring Ones "reprise").

## Curiosità
The Pirates of Penzance fu l'unica opera di Gilbert e Sullivan ad avere la sua prima a New York. In quel tempo, le leggi americane non offrivano alcun copyright. Dopo che la loro opera precedente H.M.S. Pinafore ebbe avuto grande successo a Londra, diverse compagnie americane misero in scena delle produzioni non autorizzate dell'opera (produzioni pirata), prendendosi delle libertà nella modifica del testo e non pagando i diritti agli autori. Producendo l'opera a New York, Gilbert e Sullivan sperarono di fermare le produzioni pirata, registrando l'opera negli Stati Uniti.
La composizione dell'opera fu inusuale, in quanto Sullivan portò negli Stati Uniti il secondo atto dell'opera mentre del primo aveva solo degli abbozzi. Quando giunse a New York, si accorse di aver dimenticato le bozze a Londra e dovette ricostruire a memoria tutto il primo atto.
Gilbert disse ad un corrispondente, molti anni più tardi, che Sullivan non fu capace di ricordare la musica relativa all'ingresso del coro femminile, così lo sostituì con il coro Climbing Over Rocky Mountain, della loro prima opera Thespis.
Il manoscritto di Sullivan per Pirates contiene pagine rimosse da Thespis, con le parti vocali alterate rispetto a quelle originali, come un coro a quattro voci.

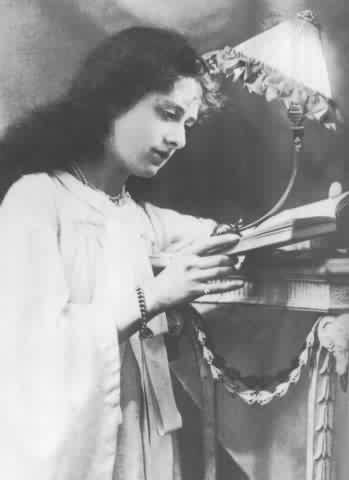
Isabel Jay nel ruolo di Mabel (1897)

Alcuni studiosi (p.e. Tillett and Spencer, 2000), hanno sostenuto che Gilbert e Sullivan avevano già deciso di inserire alcune musiche di Thespis, notando che la presenza dello spartito di quest'opera a New York, dove non era prevista una sua rappresentazione, non poteva essere occasionale. In ogni caso Climbing Over Rocky Mountain, un'altra canzone ed un balletto sono le uniche parti di Thespis ad essere sopravvissute.
Il 10 dicembre 1879, Sullivan scrisse una lettera a sua madre sulla nuova opera, sulla quale stava lavorando duramente a New York. "Io credo che sarà un grande successo, per la sua squisita comicità e per le musiche molto orecchiabili ed accattivanti." Veramente The Pirates of Penzance ebbe un successo immediato a New York e poi a Londra e è oggi una delle opere più apprezzate di Gilbert e Sullivan.
Vi fu un'altra prima degna di nota. Per assicurare il copyright in Gran Bretagna, vi fu una prova raffazzonata la sera precedente alla prima esibizione di New York, avvenuta al Royal Bijou Theatre di Paignton nel Devon; il cast che aveva rappresentato H.M.S. Pinafore lesse le parti sul palcoscenico indossando i costumi che aveva a portata di mano.
Il titolo del lavoro è una barzelletta stratificata. Da un lato Penzance, una città nella Cornovaglia, era un tranquillo centro in riva al mare dove non ci si aspettava di incontrare dei pirati. D'altra parte il titolo era un pugno sferrato a quei pirati teatrali che avevano rappresentato la produzione di H.M.S. Pinafore negli Stati Uniti senza pagare i diritti d'autore.
Nella cultura popolare The Pirates of Penzance è nota soprattutto per la canzone-scioglilingua I Am the Very Model of a Modern Major-General, suonata alla fine del primo atto all'ingresso del Maggior Generale Stanley

## Discografia parziale
- The Pirates of Penzance (Original Cast Recording) - 1981 JAY

## Film
- I pirati di Penzance (The Pirates of Penzance), regia di  Wilford Leach (1983)